# CH7
CH7 ist der erste Spielfilm, der unter einer Creative-Commons-Lizenz (Namensnennung, nicht kommerziell, keine Bearbeitung) veröffentlicht wurde. Er kann kostenlos heruntergeladen werden. Er wurde fast zeitgleich mit dem Start der deutschen Creative-Commons-Lizenzen veröffentlicht. Im Film wird Schweizerdeutsch gesprochen.

## Handlung
Tina ist Angestellte beim (fiktiven) Sender CH7. Sie will eigentlich seriöse Filme erstellen, wird aber vom Sender vor allem für Schundproduktionen eingesetzt. Aus Frust darüber fängt sie an, mit ihren Freunden Diego und Sebastian einen eigenen Film zu drehen – mit nicht ganz legalen Methoden. Sie beziehen Unbeteiligte gegen ihren Willen in die Handlung ein und agieren maskiert. Die Ausrüstung ist vom Sender gestohlen.

## Entstehung
Der Film wurde ausschliesslich von Ehrenamtlichen produziert. Denise Meili, welche die Hauptfigur Tina spielt, ist die einzige am Film beteiligte Profi-Schauspielerin.

## Festivals und Vertrieb
Der Film wurde auf der Konferenz Wizards of OS im Jahr 2004 zum ersten Mal im Ausland gezeigt. Weiterhin wurde er auf den Lichtspieltagen in Winterthur und auf dem Filmfestival Spiez gezeigt. Die Premiere fand am 25. April 2004 in Baden (Schweiz) statt.
Neben der Möglichkeit zum kostenlosen Herunterladen ist der Film auch auf DVD erhältlich.